# マッスルボマー
『マッスルボマー』 (MUSCLE BOMBER、英題：Saturday Night Slam Masters) は、1993年7月13日に稼働したカプコンのアーケード用2D対戦型格闘ゲーム。正式タイトルは『マッスルボマー・ボディーエクスプロージョン』 (MUSCLE BOMBER THE BODY EXPLOSION) 。
ゲーム誌『ゲーメスト』の企画「第7回ゲーメスト大賞」（1993年度）にてベスト対戦格闘賞10位、年間ヒットゲーム17位を獲得。後に他機種に移植された（#評価、#移植版）。
同年12月にはタッグマッチ専用になり、同キャラクター対戦を可能にした『マッスルボマーDUO -HEAT UP WARRIORS-』が稼働開始した。また続編としてはゲームシステムを変更したアーケードゲーム『スーパーマッスルボマー』（1994年）がある。

## システム
1980年代を舞台に、プロレス界の闇の地下組織「BWA (BLOOD WRESTLING ASSOCIATION)」の存在に危機を感じた「CWA (CAPCOM WRESTLING ASSOCIATION)」首脳部が開催した大会「クラッシュ・カーニバル」にて優勝を目指す内容で、操作は8方向レバーと攻撃・ジャンプ・フォールの3ボタン。
奥行きが設定されていて、方向レバーで上下（奥・手前）左右に移動する。また格闘ゲームのように技を出すためのコマンド入力にもレバーが使われる。ガードは存在せず、敵の攻撃から身を守るには移動で回避する。
キャラクターには体力ゲージがあり、打撃（凶器攻撃含む）や投げによって敵の体力を奪っていくのだが、体力をゼロにすることは勝敗の直接条件ではなく、決着はプロレスのルールに準じてピンフォールでの3カウント、相手のギブアップ、リングアウト時の20カウント（2人とも出ていた場合はダブルリングアウトにより両者失格）、そして試合時間を消費しつくした時（タイムオーバー）の判定によってつく。体力ゲージ残量の多少はタイムオーバー時の勝敗判定と（チームバトルロイヤルでは2名の体力の合計量を比較する）、フォールや関節技を受けた際の抵抗力を左右する。元気なうちなら抵抗できるが体力が少なくなるにつれ困難になり、完全に尽きてしまっていると脱出はまず不可能になる。
試合ではボタンひとつで相手との距離によって様々な技が出せるため、多少大雑把な操作でもゲームを楽しめるのが特徴。一方で投げを含んだ技の使いこなしや戦略の駆け引きには奥の深いところもある。投げるにはまず相手を掴まなくてはならない。他にも、相手をロープに振っての追撃やコーナーポストに登ってのアピール行動など、プロレスらしい要素を多く持っている。
相手の攻撃を連続で受けると、体が赤くなり「ラッシュ」と呼ばれる状態となる。ラッシュ中は攻撃力が1.5倍に上がり、近距離では連続技を出せるようになる。コーナーポストに登って攻撃ボタンを押すと、その後の攻撃の威力が1回だけ強化されるが、フォールボタンを押すと即ラッシュ状態になる。
各キャラクターには共通で隠し技がある。また、少し複雑なコマンドを要求する必殺技（コマンドはキャラクター毎に異なる）も各キャラクターに1つずつ設定されている。

## ゲームモード
ゲームのモードは1対1で対戦できるシングルマッチと、2対2で戦うことのできるチームバトルロイヤルの2つがある。
複数のプレイヤーが同じキャラクターを選択することは不可能。キャラクター選択画面では一人のキャラクターの枠の上に複数の選択カーソルが重なることがなく、その枠を飛び越えてカーソルが移動する仕様のため、複数人が同時に操作するとカーソルが予想外な移動をすることがある。チームバトルロイヤルではプレイヤーナンバーに応じて、キャラクターカラーが変化する（赤、青、黄、緑）。
シングルマッチでは場外戦があり、そこにあるパイプ椅子やビール瓶などを拾って凶器として使うこともできる。凶器には使用回数の制限があり、例えばパイプ椅子なら3回、ビール瓶なら1回攻撃が当たれば壊れて消滅するようになっている。場外に居続けてハリー・ヒックス（レフェリー。詳しくは後述）が20カウントを終えると試合終了となる。なお本来なら場外はリングの四方にあるが、本作ではリングの向こうに隠れた画面奥側の空間には行けないようになっている。
チームバトルロイヤルでは最大4人までの同時対戦が可能。これはスーパーファミコン版でもマルチタップを使用し再現されている。このモードでは基本のキャラクター8人（CWA所属レスラー）に加えて、シングルマッチにおけるCOM専用である2人のボスキャラクター（BWA所属レスラー）が使用できる。試合部分ではレスラーが4人になる他、リング上からレフェリーがいなくなり、さらに場外に出ることができなくなるという変化がある。4人まで参加可能な場合は、誰と誰がチームになるかは自由には選べず、1Pと2P、3Pと4Pがチームになるよう固定される。2人までの場合は協力か対戦の選択が可能。ただし先に倒されてしまったプレイヤーは、その後の勝敗にかかわらずゲームオーバーとなり、残りがCOMのみとなった場合は強制的に試合が終了し、両チーム敗北として扱われる。

## 登場人物
プレイヤーキャラクターは複数の人物から選択するが、その中には同社のアーケードゲーム『ファイナルファイト』のプレイヤーキャラクターの一人でメトロシティ市長、元プロレスラーのマイク・ハガーが含まれている。時系列としては『ファイナルファイト』の前の話で、この作品の時間では市長に就任したばかりとなっている。
アメリカ版ではハガー以外のプレイヤーキャラクターが違う名前と設定（英語版も参照）に変更されているため、括弧内に「日本版 / アメリカ版」の英語表記を併記する。キャラクター設定は、特に注釈が無い限り日本版のものを記載。

### プレイヤーキャラクター

#### CWA
アレクセイ・ザラゾフ（Alexey Zalazof / Biff Slamkovich〈ビッフ・スラムコビッチ〉）
身長：192cm 体重：120kg 得意技：バックドロップ
ロシア・モスクワ出身のプロレスラーで、ニックネームは「赤い獅子」。ロシアの高級官僚の息子で、幼い頃からレスリングの英才教育を受けて育っており、数々の功績にも奢らず日々鍛錬を重ねている。パワーとスピードはともに平均的で攻めも守りも得意。
必殺技は高速で6発の拳を叩き込む「ソニックフィスト」と逆関節を決めたまま一本背負いをする「サンセットスプラッシュ」。フォール技は「ノーザンライトスープレックス」、隠し技は「ツームストン・パイルドライバー」。
なお、アメリカ版のビッフは『ストリートファイターII』のザンギエフの同胞とされている。
『ストリートファイターIII 2nd IMPACT』ではヒューゴーのエンディングに名前のみ登場しており、CWAタッグトーナメントにおいてコルトと「ザ・マシンガンズ」を組み、ヒューゴーのチームと対戦している。
ラッキー・コルト（Lucky Colt / Gunloc〈ガンロック〉）
身長：192cm 体重：125kg 得意技：パワースラム
アメリカ・フロリダ出身で、ニックネームは「フロリダの荒馬」。幼少時に両親を亡くし、スラム街でストリートファイターとして過ごしていたところをプロモーターにスカウトされプロレス入りする。荒んだ過去を持ちながらも暗さは微塵もなく、持ち前の陽気さで瞬く間に全米トップクラスの人気者となる。ザラゾフとはライバル関係にあり、ともにハガーに師事した仲。現在でも互いに力を磨き合っているが、冷静沈着なザラゾフに対して、コルトは頭に血がのぼりやすく、すぐにカッとなる性格で、エキサイトしすぎて反則負けをとられてしまうこともしばしば。
ザラゾフと同じような体格で同じような技を持っており、ザラゾフがローキックを出す間合いでコルトはトゥキックを出すなどの細かい技が異なる以外、2人の性能はほぼ互角。
必殺技はザラゾフと同じく「ソニックフィスト」と「サンセットスプラッシュ」。
フォール技は「フィッシャーマンズ・スープレックス」で、隠し技は「パワースラム」。
なお、アメリカ版のガンロックは『ストリートファイターII』のガイルの親戚もしくは関係者とされており、『ストリートファイター ザ・ムービー』ではバイソン軍にスパイとして潜入し、「ブレード」という名前で登場する。
『ストリートファイターIII 2nd IMPACT』ではザラゾフ同様ヒューゴーのエンディングに名前のみ登場しており、ザラゾフと「ザ・マシンガンズ」を組んでいる。
ミステリアス・ブドー（Mysterious Budo / The Great Oni〈ザ・グレート・オニ〉）
身長：182cm 体重：100kg 得意技：ローリングソバット
日本・鎌倉出身。歌舞伎役者を彷彿させる外見で、ニックネームは「白面の悪魔」。真っ赤な長髪、顔には白いペイントの派手なメイクとコスチュームは、海外武者修行時代に現地プロモーターの要望に応じて嫌々始めたものだが、最近では徐々に愛着を感じ始めている。軽量級でパワーは無いものの、それを補って多彩な技を持ち、蹴り技の切れ味は一級品。
必殺技はその場で跳躍して横回転しながら蹴りを放つ「旋風脚（せんぷうきゃく）」と相手の首に爪を立て風車のように回る「血風刃（けっぷうじん）」。
フォール技は「ジャーマン・スープレックス」で、隠し技は「フェイスクラッシャー」。
タイタン・ザ・グレート（Titan The Great / Titanic Tim〈タイタニック・ティム〉）
身長：236cm 体重：196kg 得意技：ネックハンギングツリー
イギリス・ウィガン出身で、ニックネームは「最強最後の巨人」。生まれた時から体重は5000gを超えており、小学校卒業時にはすでに身長190cmに達していたと言われる。見世物っぽく扱われるのではなく、自らの実力で世間の注目を浴びたいとプロレス界に足を踏み入れ、キャリアは浅いが瞬く間にトップレスラーの仲間入りを果たした。その巨体ゆえ動きは鈍いが、その分非常にリーチが長く、パワーはハガーをも凌駕する。加えてカウンター技も豊富に備える。
必殺技はマットに手を付いて周囲を薙ぎ払うように両足を振り回す「サークルウェーブ」と相手を足で上空まで放り投げた後で落ちてきたところにバックブリーカーを掛ける「タイタンブリーカー」。隠し技は「アイアンクローバスター」。
ギブアップ技は「ネックハンギングツリー」と「アルゼンチン・バックブリーカー」。
『ストリートファイター』シリーズに登場するバーディーとは親友かつライバルで、タッグチームを組んでいた関係にあったが、バーディーの卑怯な戦いに嫌気が差し、彼がプロレス界を追放されたのと合わせてタッグを解消している。
エル・スティンガー（El Stinger / El Stingray〈エル・スティングレイ〉）
身長：168cm 体重：74kg 得意技：トペ・アトミコ
メキシコ・アカプルコ出身の覆面レスラーで、ニックネームは「アカプルコの殺人蜂」。目立ちたがり屋で脚光を浴びたいがためにルチャドールとしてリングに立っているが、その鍛えぬかれた実力は本物。小柄で最軽量のキャラクターで、「殺人蜂」の名に恥じぬ全キャラクター中で最速のスピードを誇る。反面パワーは最弱で打たれ弱く、技のコマンドも少々難しいものが多い。ブドーとはショーマンレスラー世界一を争っているためライバル心を燃やしている。
必殺技は回転しながらロケットの如く水平に飛行して相手に頭突きを喰らわす「スクリューダイビング」と相手の顎に膝蹴りを入れた後に上空高くジャンプしてきりもみしながら相手の頭めがけて落下して頭突きをかます「アトミックダイバー」。
ギブアップ技は「スリーパーホールド」で、隠し技は「モンキーフリップ」。
『ストリートファイターV』公式サイトのコンテンツ「シャドルー格闘家研究所」では師匠であるメテオリトJr.が紹介されており、『ストリートファイターIV』シリーズに登場するエル・フォルテとは同じ師を持つ兄弟弟子とされる。ただし、お互いに面識はない。
マイク・"マッチョ"・ハガー（Mike "Macho" Haggar / Mike Haggar〈マイク・ハガー〉）
身長：202cm 体重：140kg 得意技：パイルドライバー
アメリカ・ニューヨーク出身で、架空の都市メトロシティの市長を務める。ニックネームは「市長」。持ち前の正義感とパワーで悪党から恐れられている存在で、いくら打たれてもお構いなしに前に出るファイトスタイルが信条で、その人柄の良さから人気も高い。パワータイプだが、その他の能力も高く使いやすい。ただし全体的に技の出が若干遅め。
必殺技は自身を軸に回転して両腕でラリアットを放つ「ダブルラリアット」と相手を掴んで飛び上がり高速回転しながら落下する「スクリューパイルドライバー」。
フォール技は「パワーボム」、隠し技は「ジャンピングパイルドライバー」。
シープ・ザ・ロイヤル（Sheep the Royal / Alexander the Grater〈アレクサンダー・ザ・グレーター〉）
身長：199cm 体重：163kg 得意技：DDT
オーストラリアのメルボルン出身のレスラーで、牛を絞め殺すほどのパワーを持つ。ニックネームは「迷える羊」。元アメリカンフットボール界のスター選手だったが、数々の暴力沙汰を起こしたために追放処分を受け、その後プロレスに転向した。「迷える」の名はいかに相手を殺さないように戦うか、という彼自身の悩みから来ている。対空性能が乏しく動きも鈍いが、それ以外は標準以上の性能であり、特に接近戦に強い。入場時は仮面を着けて登場する。
必殺技は猛スピードで地獄突きを放つ「ショットガンスタッブ」と相手をきりもみさせながら上空に放り投げる「トルネードスラム」。
ギブアップ技は「カナディアン・バックブリーカー」で、隠し技は「サンダーファイヤーパワーボム」。
"ミッシングIQ" ゴメス（Missing "IQ" Gomes / King Rasta Mon〈キング・ラスタ・マン〉）
身長：198cm 体重：150kg 得意技：かみつき
ドミニカ共和国・サントドミンゴ出身のレスラーで、ニックネームは「失われた知性」。ドミニカの山中で猿とともに暮らしていたところを発見され、野生の運動能力に目をつけたアメリカのプロモーターに見込まれてレスラーとしてデビューする。野生での生活が長かったため今でもあまり人語が得意ではなく、テレビアニメで人間の言葉を勉強中。野生育ちであり、体格に似合わず非常にジャンプ力が高く、対空性能にも優秀。基本的には攻守を備えたバランス型のキャラクターだが、動作自体にややクセがある。入場時には肩にフリークを乗せて登場する。
必殺技は駄々っ子のように手足をジタバタと振る「ジャングルパニック」と相手を掴んで縦回転しながらジャンプして凄まじい勢いで地面に叩きつける「ハリケーンストンパー」。
フォール技は「ジャーマン・スープレックス」、隠し技は「ペディグリー」。

#### BWA
初代ではチームバトルロイヤルでのみ選択可能。本来はボスキャラクターにあたる存在であるため、キマラ、アストロともに全体的に性能が高い。
キマラ・ザ・バウンサー（Kimala the Bouncer / Jumbo Flapjack〈ジャンボ・フラップジャック〉）
身長：200cm 体重：200kg 得意技：ジャイアントスイング
アメリカ・イリノイ州シカゴ出身の巨漢レスラー。ニックネームは「荒ぶる巨鯨」。酒場の用心棒（バウンサー）を経てレスラーの用心棒を務めていたが、当のレスラーをKOし自らBWAにデビューする。「強い者には弱く、弱い者には強い」性格で、弱い者いじめが好きな反面、自分より強いアストロには媚びへつらっている。負けた時のセリフは非常に弱気なもの。設定上は丁寧語を使用するが、ゲーム内では粗暴な口調で話す。見た目通り、全キャラクター中で最も動きが鈍重。反面、パワーとリーチにかけては非常に高性能であり、紐での首締めやストンピングなど、ヒールに相応しい数々の強力な攻撃を持つ。
必殺技は周囲に口から吹き散らす「毒霧」（反則技）、相手を豪快に投げ飛ばす「ジャイアントスイング」。
ギブアップ技は「ベアハッグ」で隠し技は「オクラホマ・スタンピード」。
アストロ（Astro / The Scorpion〈ザ・スコーピオン〉）
身長：188cm 体重：105kg 得意技：フロントスープレックス
本作の最終ボス。出身国をはじめ、その経歴や素性は一切不明で素顔すら見た者はいないという覆面レスラー。ニックネームは「褐色の閃光」。闇プロレス団体BWA（ブラッド・レスリング・アソシエイション）の総帥であり、CWAを乗っ取りBWAの表舞台進出を目論んでいる。反則も凶器攻撃も何でもありのBWAのトップでありながら、彼自身はリング上で一切の反則技を用いないが、これは己の強さに絶対の自信を持つために「反則行為など必要ない」というところから来ており、普段はBWAを嫌うプロレスファンも「アストロだけは別」と評する声も少なくない。
そのファイトスタイルは様々な格闘技をミックスして完成されており、ひたすら強者との戦いを求めている。他のキャラクターに比べると体格は小柄だが、パワーとスピードを併せ持つハイレベルなバランス型キャラクターである。
必殺技は片手で倒立した状態で開いた脚を高速で回転させて蹴りを放つ「デススパイラル」、相手を担ぎ上げてジャンプして、きりもみを加えながら地面に叩きつけると同時に腹部に頭突きを叩き込む「ピラミッドクラッシュ」。
フォール技は「ジャーマン・スープレックス」で、隠し技は「タイガードライバー」。また、CPUのみ場外に向けての特殊技として「トペ・スイシーダ」を使う。

### サブキャラクター
ヴィクター・オルテガ（Victor Ortega）
身長：200cm 体重：140kg 得意技：バックドロップ
いくつかの派閥に分かれていたアメリカのプロレス団体を一つにまとめ上げたCWA（カプコン・レスリング・アソシエイション）の初代チャンプで、ニックネームは「マッスルボマー」、「マスター・オブ・マッスルボマー」、「伝説の王者」。表題の『マッスルボマー』も彼の称号から来ている。類稀なパワーとテクニックを併せ持ち、その無敵とも言われる強さは「オルテガ覇者伝説」として世界の格闘界で語り継がれるほどだが、彼自身の詳細なデータは不明である。オルテガの存在によりプロレス界は平穏な時代が続いたが、いくつかのタイトルマッチをこなした後、彼は突如として失踪。噂では自分と戦えるだけの選手がいなくなってしまったことが原因らしいが、真相は定かではない。この失踪事件がアストロ率いる闇プロレス団体BWAが表の世界に進出する機会を与えてしまった。本作の大会（初代のシングルモード）は、オルテガの後継者を決めるための戦いである。
オープニング、ノーコンティニュークリア時のエンディングに登場する。続編『スーパーマッスルボマー』ではプレイヤーキャラクターとして登場する。
ハリー・ヒックス（Harry Hicks）
アメリカ出身で、ゲーム中の試合を裁くCWAのレフェリー。ニックネームは「人間裁判所」。彼の父親もレスラーであったため、その憧れからプロレス界に入る。華麗にして公正なジャッジで、オルテガの試合を担当した経験もある。ゲーム中では初代のシングルモードにのみ姿を見せる。必殺技は正確無比な審判による「電光石火の3カウント」。
ジェシカ（Jessica）
ハガー自慢の箱入り娘で、ニックネームは「プリティ・ドール」。父の試合を観客席で見守っており、ハガーが勝利すると思わずリングに上がり込むこともある。まだ父に夢中で恋人はいないが、後に『ファイナルファイト』のコーディーと恋愛関係になる。なお、試合後にコルトがジェシカにちょっかいを出した際、怒ったコーディーと場外乱闘騒ぎになったことがある。必殺技はセクシーな「目線攻撃」と魅力的な「ナイスバディ」。
フリーク（Freak）
ゴメスのセコンドにして友人で、ニックネームは「インテリジェンスモンキー」。IQ200超とも言われるチンパンジーで、人語をほぼ理解する。ゴメスとはジャングルで兄弟のように育ってきていたので以心伝心の関係にあり、ゴメスが試合に勝利すると喜びのあまりリングで飛び跳ねることも。必殺技は「ウキ（?）不明」。

## 移植版
| No. | タイトル                                                  | 発売日                            | 対応機種                                         | 開発元   | 発売元   | メディア                 | 型式                           | 備考                                      |
| --- | --------------------------------------------------------- | --------------------------------- | ------------------------------------------------ | -------- | -------- | ------------------------ | ------------------------------ | ----------------------------------------- |
| 1   | マッスルボマー                                            | 1993年11月1日                     | FM TOWNS                                         | カプコン | カプコン | CD-ROM                   | -                              |                                           |
| 2   | マッスルボマー Saturday Night Slam Masters                | 1994年3月30日 1994年6月 1994年9月 | スーパーファミコン                               | カプコン | カプコン | 24メガビットロムカセット | SHVC-ZW SNS-ZW-USA SNSP-ZW-EUR | マルチタップを利用した4人同時プレイに対応 |
| 3   | Saturday Night Slam Masters                               | 1994年12月 1994年                 | メガドライブ                                     | カプコン | カプコン | ロムカセット             | T-12066 T-12066-50             |                                           |
| 4   | カプコンアーケード2ndスタジアム Capcom Arcade 2nd Stadium | 2022年7月22日                     | Nintendo Switch PlayStation 4 Xbox One PC(Steam) | カプコン | カプコン | ダウンロード             | -                              | アーケード版の移植                        |

## スタッフ
- 企画：TOMY、SADDY（佐渡敬）、koguma
- オブジェクト：MOUNT-S（山下智）、IKUSAN Z（中山郁夫）、Q;clever、IMOMUSHI、KAZZ.1st、YORiO（頼兼和男）、TOM（西村キヌ）、CHAMA©（石井誠）、RIKAGON
- スクロール：BUPPO（小林美穂）、OKACHAN、TAKA（藤原崇）
- プログラム：H.M.D.（松嶋延幸）、B・I・N、SHAVER、SEMAR1!、Yu BONO
- サウンド：T'YOMAGE（泉谷雅樹）、TOSHI（梶野俊夫）、SYUN（西垣俊）、KIYO（水月陵）、NOBU（大内伸弘）
- アシスト：ERIPON（なかやまえり）、BALL-BOY（はやしたかし）、YUUSUKE（山本祐介）、CHIN、GO（ほんごうみゆき）、IWAI（岩井千佳）、TETSUYA.（飯島哲也）、TENMAN、VLAD T.
- スペシャル・サンクス：KIHAJI（岡本吉起）、POO（船水紀孝）、AKIMAN（あきまん）、NIN（西谷亮）、K-MAN (Knishi MadDogMc) 、MESHI、オールカプコンスタッフ
- USAサポート：DJAMES"MON"（ジェームズ・ゴッダード）、ALEX J.（アレックス・ヒメネス）、DR.DAVE W.（デヴィッド・ウィンステッド）

## 評価
アーケード版
ゲーム誌『ゲーメスト』の企画「第7回ゲーメスト大賞」（1993年度）において、ベスト対戦格闘賞10位、年間ヒットゲーム17位を獲得した。
スーパーファミコン版
ゲーム誌『ファミコン通信』の「クロスレビュー」では、6・6・6・7の合計25点（満40点）、『ファミリーコンピュータMagazine』の読者投票による「ゲーム通信簿」での評価は以下の通り23.7点（満30点）となっている。
| 項目 | キャラクタ | 音楽 | お買得度 | 操作性 | 熱中度 | オリジナリティ | 総合 |
| 得点 | 4.2        | 3.8  | 3.8      | 3.8    | 4.1    | 3.9            | 23.7 |

## マッスルボマーDUO
1993年12月から稼働開始した『マッスルボマーDUO』ではモードがチームバトルロイヤルのみになり、同キャラクター対戦および同キャラクターでのチーム結成が可能になった。特定の組み合わせには専用のタッグチーム名が用意されている。
操作はボタンの構成が攻撃・ジャンプ・フォールから、掴み・打撃・ジャンプに変更され、行動にガードが加わった。
シングルモードの削除により、場外戦およびリングアウトによる決着は無くなっている。
各キャラクターに2つ以上の新技が追加されている。左右を敵に囲まれても同時に攻撃できる「両側攻撃」、相手をつかまなくても投げを繰り出せる「すいこみ技」、一度の攻撃で2発以上ヒットする連続攻撃など、攻撃の種類も多彩になっている。
アレクセイ・ザラゾフ（Alexey Zalazof / Biff Slamkovich〈ビッフ・スラムコビッチ〉）
『DUO』ではコルトと「ハイパーキャノンズ」を結成している。
『DUO』からの新必殺技は浴びせ蹴りのような技「レッグクラッカー」。
すいこみ技は「ワンハンドバックブリーカー」で、両側攻撃は「コサックキック」。
ラッキー・コルト（Lucky Colt / Gunloc〈ガンロック〉）
『DUO』ではザラゾフと「ハイパーキャノンズ」を結成している。
『DUO』からの新必殺技はザラゾフと同じく「レッグクラッカー」。
すいこみ技は「アトミックドロップ」で、両側攻撃は「サイドパンチ」。
ミステリアス・ブドー（Mysterious Budo / The Great Oni〈ザ・グレート・オニ〉）
『DUO』ではゴメスと「エキゾチックウォリアーズ」を結成している。
『DUO』からの新必殺技はサマーソルトキックを繰り出す「鬼斬」。
すいこみ技は「フェイスクラッシャー」で、両側攻撃は「噴煙」。
タイタン・ザ・グレート（Titan The Great / Titanic Tim〈タイタニック・ティム〉）
『DUO』ではスティンガーと「ザ・デッドリーブラザーズ」を結成している。
『DUO』からの新必殺技は高く飛びながら前宙する「エレファントボム」。
すいこみ技は「アイアンクローバスター」で、両側攻撃は「サイドショルダータックル」。
エル・スティンガー（El Stinger / El Stingray〈エル・スティングレイ〉）
『DUO』ではタイタンと「ザ・デッドリーブラザーズ」を結成している。
『DUO』からの新必殺技はバク転してからジャンピングボディアタックを繰り出す「トぺ・マリポーサ」。
すいこみ技は「バックスピンキック」で、両側攻撃は「サイドキック」。
マイク・"マッチョ"・ハガー（Mike "Macho" Haggar / Mike Haggar〈マイク・ハガー〉）
『DUO』ではシープと「ナックルバスターズ」を結成している。
『DUO』からの新必殺技はダッシュ移動しながらのハンマーナックル「アングリーハンマー」。
すいこみ技は「パイルドライバー」で、両側攻撃は「クイック・ダブルラリアット」。
シープ・ザ・ロイヤル（Sheep the Royal / Alexander the Grater〈アレクサンダー・ザ・グレーター〉）
『DUO』ではハガーと「ナックルバスターズ」を結成している。
『DUO』からの新必殺技はダッシュ移動し、裏拳を繰り出す「ナックルガスト」。
すいこみ技は「サンダーファイヤーパワーボム」で、両側攻撃は「サイドハンマーナックル」。
"ミッシングIQ" ゴメス（Missing "IQ" Gomes / King Rasta Mon〈キング・ラスタ・マン〉）
『DUO』ではブドーと「エキゾチックウォリアーズ」を結成している。
『DUO』からの新必殺技は後ろに飛んでからのローリングアタック「ワイルドタックル」。
すいこみ技は「水車落とし」で、両側攻撃は「クロスチョップ＆ヒップアタック」。
キマラ・ザ・バウンサー（Kimala the Bouncer / Jumbo Flapjack〈ジャンボ・フラップジャック〉）
『DUO』ではアストロと「サイレントアサッシンズ」を結成しており、最終ボスとして登場する。
『DUO』からの新必殺技はジャンプしながら頭突きを出す「バルーンミサイル」。
すいこみ技は「オクラホマスタンピート」で、両側攻撃は「凶器攻撃」。
アストロ（Astro / The Scorpion〈ザ・スコーピオン〉）
『DUO』ではキマラと「サイレントアサッシンズ」を結成しており、最終ボスとして登場する。
『DUO』からの新必殺技は連続でハイキックを繰り出す「タイガーファング」。
すいこみ技は「前方水車落とし」で、両側攻撃は「後ろ回し蹴り」。

## 関連商品
CD
G.S.M.1500シリーズ マッスルボマー（ポニーキャニオン、1993年9月17日）
本作のサウンドトラック。Qサウンド仕様によるオリジナルBGM、効果音、ボイスを収録。
攻略本
Vジャンプブックス ゲームシリーズ マッスルボマー（集英社、1994年5月15日）
スーパーファミコン版の攻略本。

## 関連作品

### 漫画版
1994年の『週刊少年ジャンプ』15・16号で、前編・後編に分けて読み切り作品『マッスルボマー特別編（スペシャル）』として掲載された。原作は沢村烈、漫画は柳田東一郎。登場キャラクターは概ねゲームのキャラクターと同様で、ハガー主催の総当たりのリーグ戦「バトル・フォー・フューチャー」でCWAの選手を次々と屠って行くアストロに主人公であるザラゾフが挑む、というのがストーリーの大筋。この漫画のアストロは、オリジナルの投げ技「D・D・D（ダイビング・デス・ドライブ、俗称D3〈スリーディー〉）」を必殺技として使用している。

### 本作のキャラクターが登場する作品
- ストリートファイターZERO2 / ストリートファイターZERO2 ALPHA（1996年）
  - ケンステージの背景にザラゾフとオルテガが登場する[17]。
- ストリートファイターIII 2nd IMPACT -GIANT ATTACK-（1997年）
  - ヒューゴーのエンディングでザラゾフ、コルト、ハガー、ウィドー（『スーパーマッスルボマー』のキャラクター）が名前のみ登場する[18]。
- NAMCO x CAPCOM（2005年）
  - 『ファイナルファイト』代表としてハガーが登場しており、オルテガの名前込みの台詞を言いながら必殺技「マッスルボマー」を使う。